# Louise de Bourbon (1495-1575)
Pour les articles homonymes, voir Louise de Bourbon et Bourbon.
Louise de Bourbon née le 1er mai 1495 au château de La Fère et morte le 21 septembre 1575 à l'Abbaye de Fontevraud est la fille de François de Bourbon-Vendôme, comte de Vendôme et de Marie de Luxembourg, comtesse de Saint-Pol. 
Elle est abbesse de Fontevraud de 1534 au 21 septembre 1575, durant quarante-et-un ans. Elle est également abbesse de Sainte-Croix de Poitiers. Elle est la cousine du roi de France François Ier, protecteur de l'abbaye.

## Biographie

### Origine
Louise est la fille de François de Bourbon comte de Vendôme et de Marie de Luxembourg comtesse de Saint-Pol. Louise ne connut probablement pas son père puisqu'elle est née après son départ pour l'Italie, le 1er mai 1595 au château de La Fère où sa mère s'était retirée.

### Abbesse
Louise de Bourbon est une grande bâtisseuse : elle fait reconstruire trois galeries du cloître de son abbaye, et commande le programme pictural de la salle capitulaire, où elle se fait représenter elle-même sur la scène de la crucifixion. À la suite de l'inondation de 1558, elle fera rebâtir les infirmeries Saint-Benoît et le prieuré Saint Lazare.

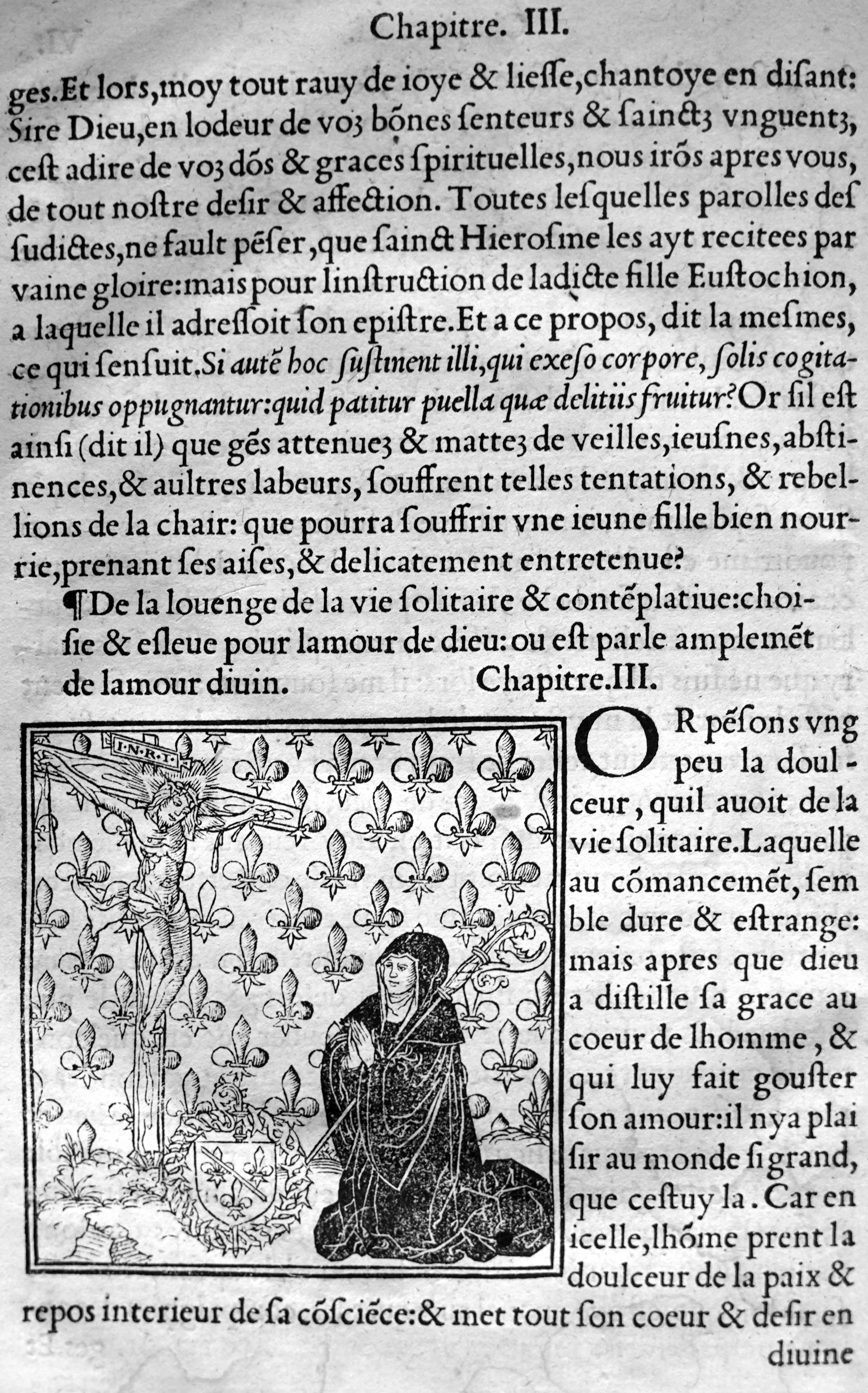
Vie de st Jérome, st Louis et ste Paule qui lui est dédicacé par Louis Lasseré, proviseur du collège de Navarre, 1541.

Elle est aussi engagée dans la lutte contre les protestants : en 1565, lors d'une entrevue avec le roi Charles IX et la reine Catherine de Médicis, elle réclame l'extermination de tous les huguenots, alors que son neveu Louis de Bourbon-Condé est lui-même protestant. Ce dernier la menacera de lui envoyer ses troupes. À sa mort, lui succède sa nièce, Éléonore de Bourbon.